# Regola (rione di Roma)
Regola è il settimo rione di Roma, indicato con R. VII.
Il nome deriva da Renula, ovvero da quella rena soffice che ancora oggi il fiume Tevere deposita durante le piene. Lo stemma del rione è un cervo rampante in campo turchino. Gli abitanti del rione sono chiamati Regolanti (quando ancora i rioni avevano una identità sociale). Erano soprannominati mangiacode, in riferimento al tipico piatto coda alla vaccinara, che era una specialità dei numerosi vaccinari (macellai) del rione. 

## Geografia fisica

### Territorio
Il rione confina con:
- Ponte: vicolo della Scimia, via delle Carceri
- Parione: via dei Banchi Vecchi, via del Pellegrino, via dei Cappellari, Campo de' Fiori, via dei Giubbonari
- Sant'Eustachio: via dei Giubbonari, via di Santa Maria del Pianto
- Sant'Angelo: via di santa Maria del Pianto, piazza delle Cinque Scole, via del Progresso
- il Tevere: lungotevere De' Cenci, lungotevere dei Vallati, lungotevere dei Tebaldi

## Storia
Durante il periodo dell'antica Roma, tale zona apparteneva al Campo Marzio. In particolare, nell'attuale Regola c'era il Trigarium, ovvero lo stadio dove si allenavano gli aurighi che montavano la triga, che era un carro trainato da tre cavalli.
Secondo la suddivisione politica che fece Augusto della Roma imperiale, l'attuale Regola faceva parte della IX regione detta Circus Flaminius. Nel Medioevo entrò a far parte della IV delle sette regioni ecclesiastiche, anche se a quel tempo i confini dei rioni non erano delimitati con grande chiarezza.
Anche a causa delle frequenti inondazioni del Tevere, gran parte della zona era paludosa, e fu bonificata verso la fine del Medioevo.

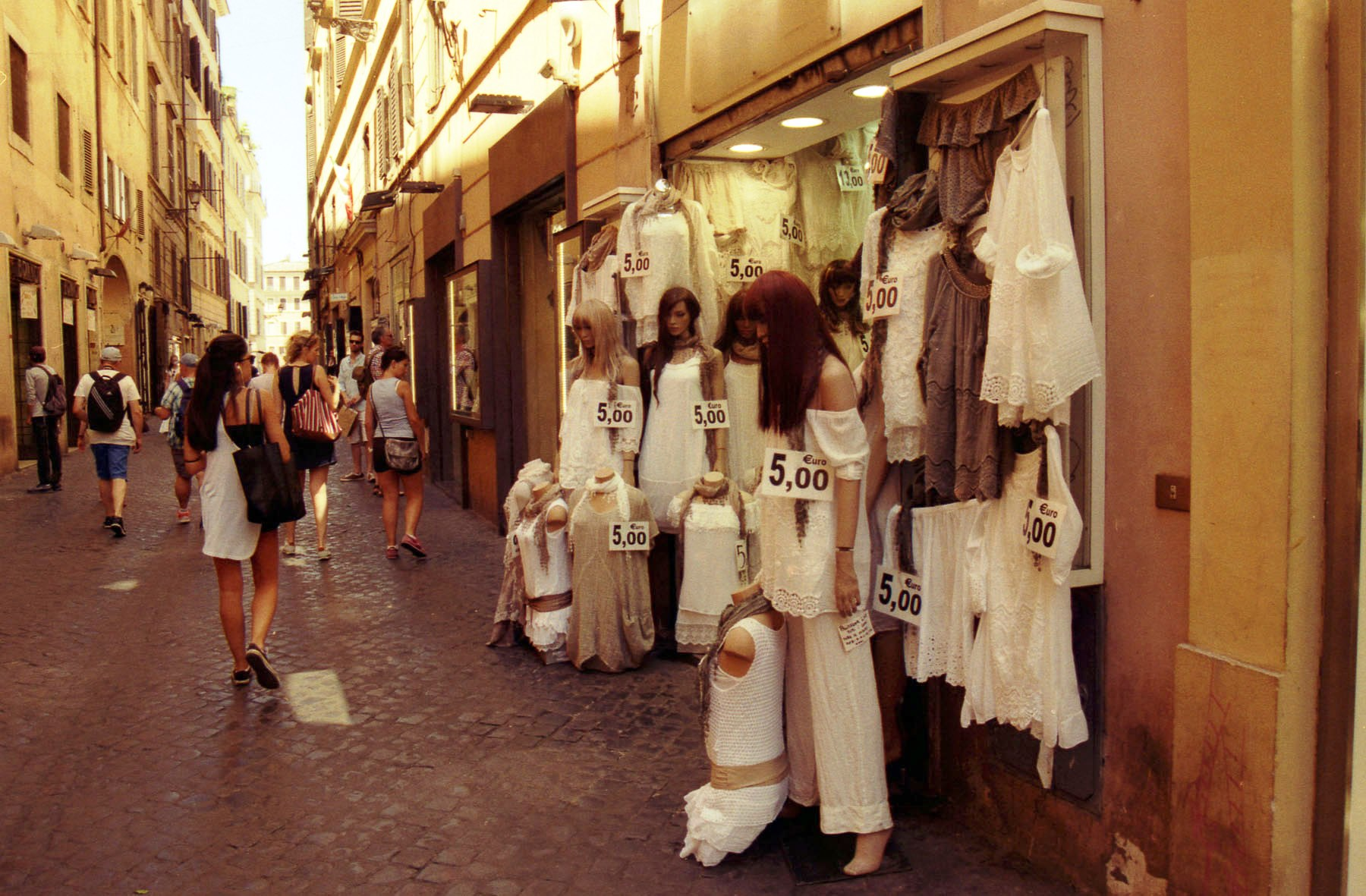
Via dei Giubbonari (2016)

Nel 1586, quando il rione Borgo fu creato, i rioni divennero 14 e Regola divenne il VII con il nome di Arenule et Chacabariorum (anche "Arenule" deriva da Renula); tale nome è ancora in parte sopravvissuto con la moderna via Arenula.
La costruzione dei muraglioni del Tevere del 1875 cambiò radicalmente il volto del rione, cancellando tutta quella realtà che si era costruita intorno al fiume nel corso dei secoli.
Nel ristretto spazio del rione ci sono costruzioni di ogni tipo: palazzi, ospedali, chiese, ambasciate, prigioni ed umili abitazioni.

Il quartiere dette i natali a Cola di Rienzo.

### Stemma
Cervo d'oro in campo azzurro.

## Monumenti e luoghi d'interesse

### Architetture civili
- Palazzo Alibrandi Cavalieri, su piazza del Monte di Pietà.
- Palazzo Baldoca Muccioli, su via Giulia. Edificio del XVI secolo (1570).
- Palazzo Barberini ai Giubbonari, su piazza del Monte di Pietà.
- Palazzo Bossi, su via di Monserrato. Edificio del XV secolo.
- Palazzo Cenci (Monte dei Cenci), su Via Beatrice Cenci.
- Palazzetto Cenci, su Piazza Cenci.
- Palazzo Cisterna, su via Giulia.
- Palazzo Falconieri, su via Giulia.
- Palazzo Farnese, su piazza Farnese.

Sede dell'Ambasciata di Francia.
- Palazzo Fusconi Pighini, su piazza Farnese.
- Palazzo dell'Ordine Teutonico, su via del Mascherone
- Palazzo Piacentini, su via Arenula, sede del Ministero della giustizia.
- Palazzo del Monte di Pietà, su piazza del Monte di Pietà.
- Palazzo Ricci, su piazza de' Ricci. Edificio del XVII secolo.

Progetto dell'architetto Carlo Rainaldi.
- Palazzo Santacroce (Pasolini dall'Onda), su piazza Benedetto Cairoli.

Progetto dell'architetto Carlo Maderno. Edificio di fine XVI/inizio XVII secolo (1598-1602).
- Palazzo e Galleria Spada, su piazza Capo di Ferro.
- Palazzo Varese, su via Giulia. Edificio del XVII secolo (1616-18).

Progetto dell'architetto Carlo Maderno.

### Architetture religiose
- Chiesa di Sant'Eligio degli Orefici
- Chiesa di Santa Maria in Monticelli
- Chiesa della Santissima Trinità dei Pellegrini
- Chiesa di San Salvatore in Onda
- Chiesa di San Filippo Neri
- Chiesa dello Spirito Santo dei Napoletani
- Chiesa di Santa Caterina da Siena
- Chiesa di Santa Maria dell'Orazione e Morte
- Chiesa dei Santi Giovanni Evangelista e Petronio
- Chiesa di San Paolo alla Regola
- Chiesa di San Tommaso ai Cenci
- Chiesa di Santa Maria del Pianto
- Chiesa di San Salvatore in Campo
- Chiesa di Santa Maria della Quercia
- Chiesa di Santa Brigida
- Chiesa di San Girolamo della Carità
- Chiesa di Santa Caterina della Rota
- Chiesa di San Tommaso di Canterbury
- Chiesa di Santa Maria in Monserrato degli Spagnoli
- Chiesa di Santa Lucia del Gonfalone

Sconsacrate
- Chiesa di San Giovanni in Ayno

Scomparse
- Chiesa di Sant'Andrea de Azanesi
- Chiesa di San Benedetto in Arenula
- Chiesa di San Martino ai Pelamantelli
- Chiesa dei Santi Vincenzo e Anastasio alla Regola
- Chiesa di San Francesco d'Assisi a Ponte Sisto
- Chiesa dei Santi Teresa e Giovanni della Croce dei Carmelitani
- Chiesa di Santa Teresa a Monserrato
- Chiesa di San Nicola degli Incoronati
- Chiesa di San Bartolomeo dei Vaccinari
- Chiesa di Santa Maria dei Calderari

### Altro
- Monumento a Federico Seismit-Doda in piazza Benedetto Cairoli (bronzo di Eugenio Maccagnani; realizzato nel 1905-6 e qui collocato nel 1919)

## Geografia antropica

### Piazze
- Piazza Farnese
- Campo de' Fiori
- Piazza Capo di Ferro
- Piazza della Quercia
- Piazza delle Cinque Scòle
- Piazza Cenci
- piazza Benedetto Cairoli

### Strade
- Via Giulia
- Vicolo dell'Arcaccio
- Via dell'Arco del Monte
- Via Arenula
- Via Beatrice Cenci
- Via dei Balestrari
- Via dei Baullari
- Via dei Cappellari
- Vicolo dei Catinari
- Via del Conservatorio
- Vicolo del Giglio
- Via de' Giubbonari

- Vicolo delle Grotte
- Via del Mascherone
- Via del Melangolo
- Via di Monserrato
- Vicolo del Malpasso

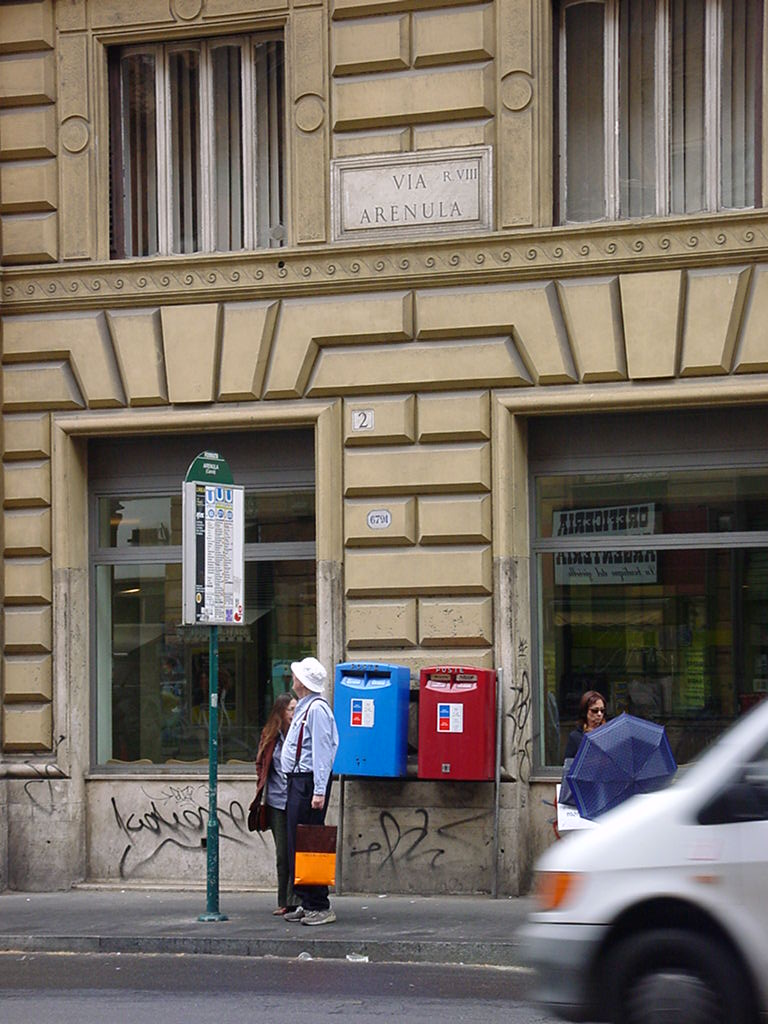
Via Arenula

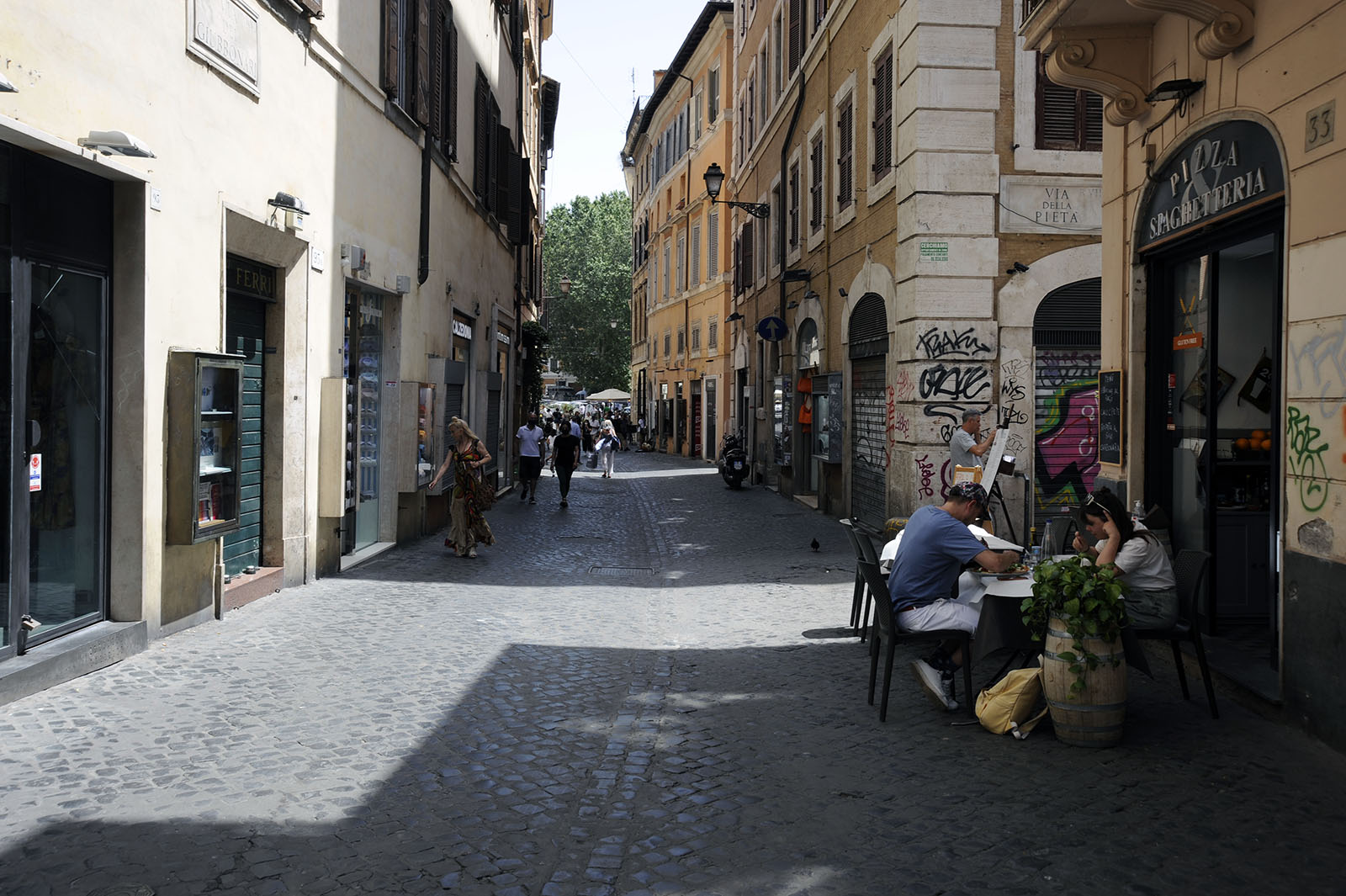
Via dei Giubbonari nel 2021

- Vicolo della Moretta (dall'insegna di una farmacia raffigurante una fanciulla nera)
- Via dei Pettinari
- Via della Pietà
- Via del Polverone
- Via dei Pompieri
- Via della Seggiola
- Via degli Specchi
- Via degli Strengari
- Via San Bartolomeo de Vaccinari
- Vicolo de' Venti
- Via delle Zoccolette (specie di calzari usati dalle orfanelle nell'orfanotrofio eretto da Clemente XII)
- Monte de Cenci

## Galleria d'immagini

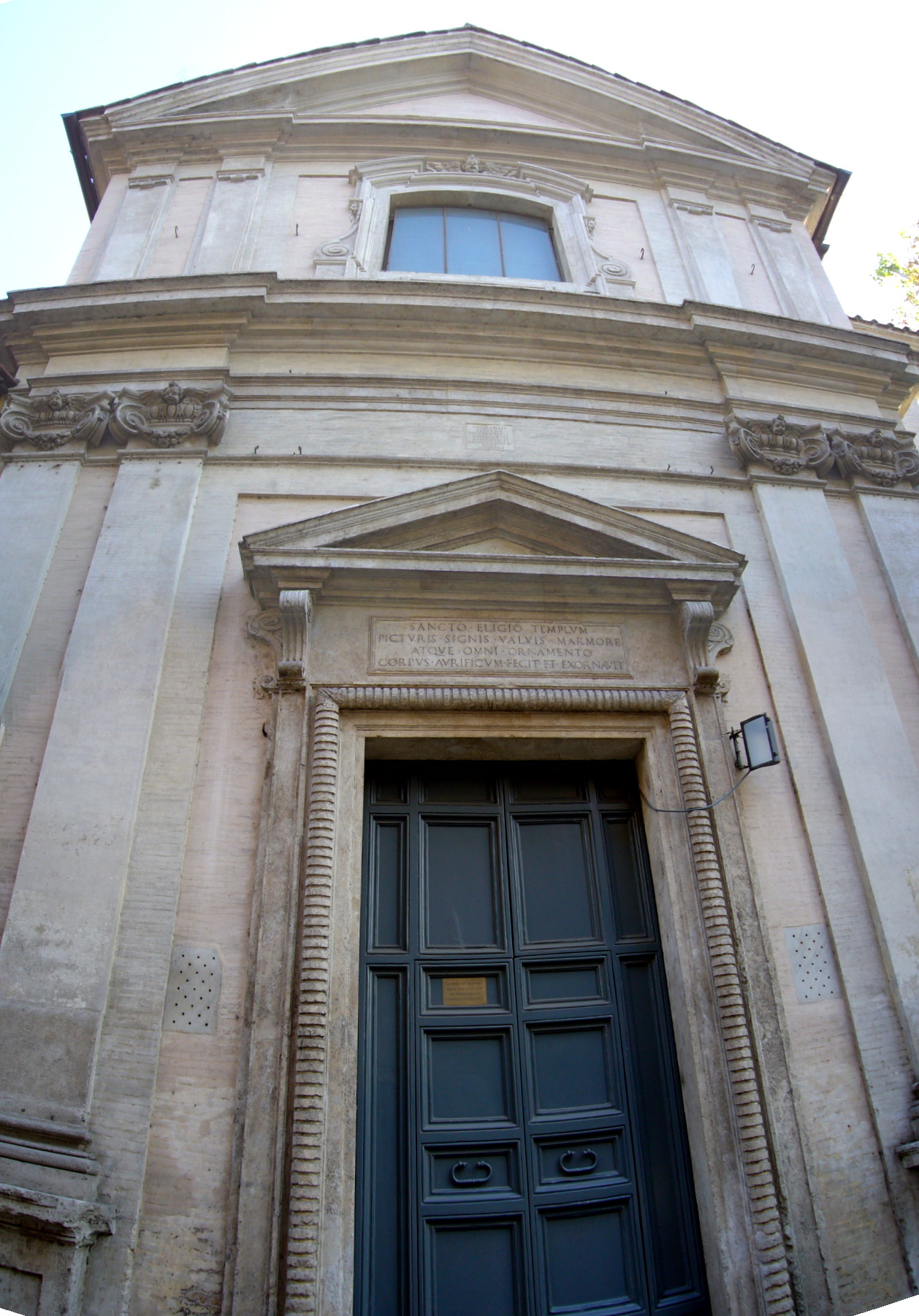
Sant'Eligio degli Orefici
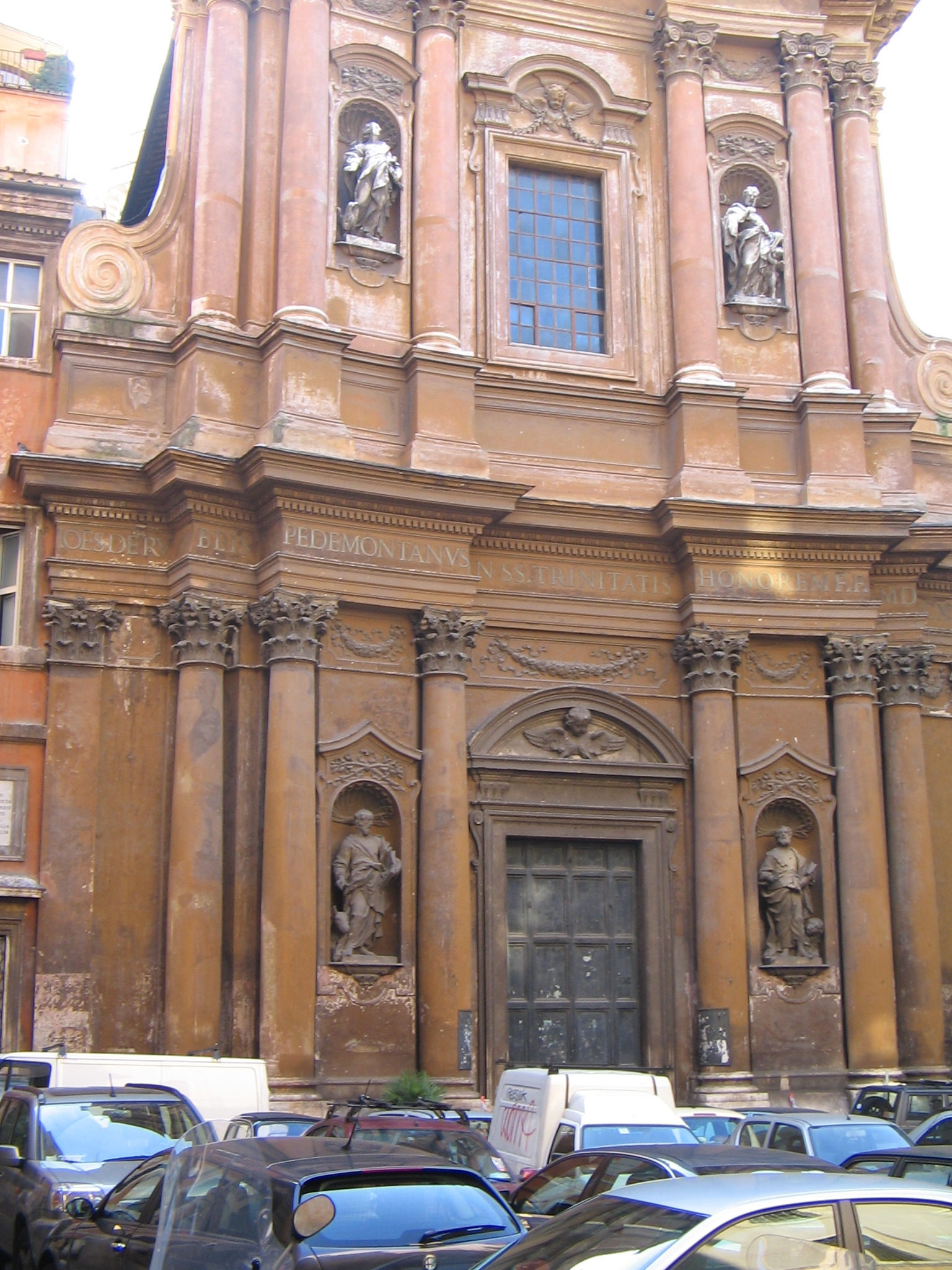
Trinità dei Pellegrini
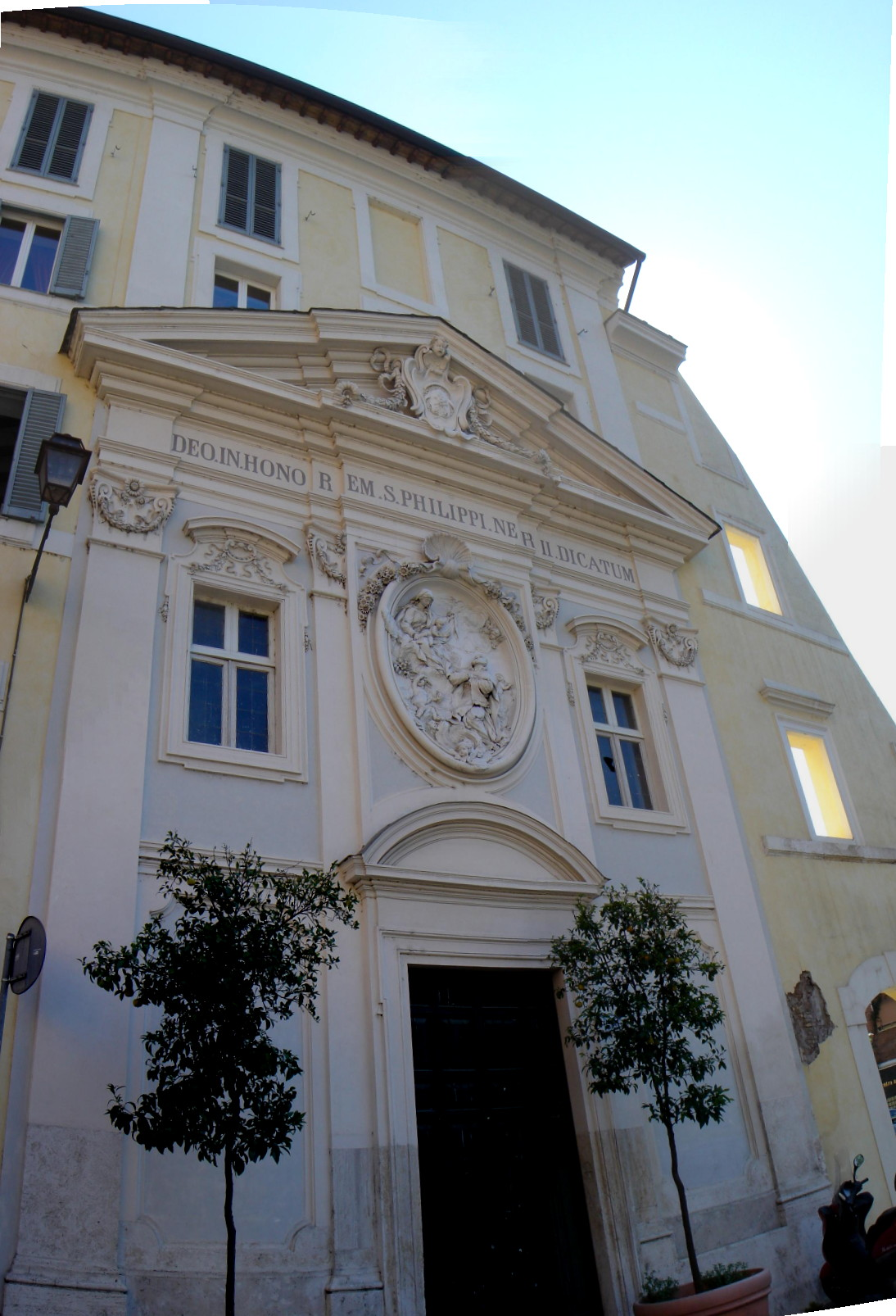
San Filippo Neri
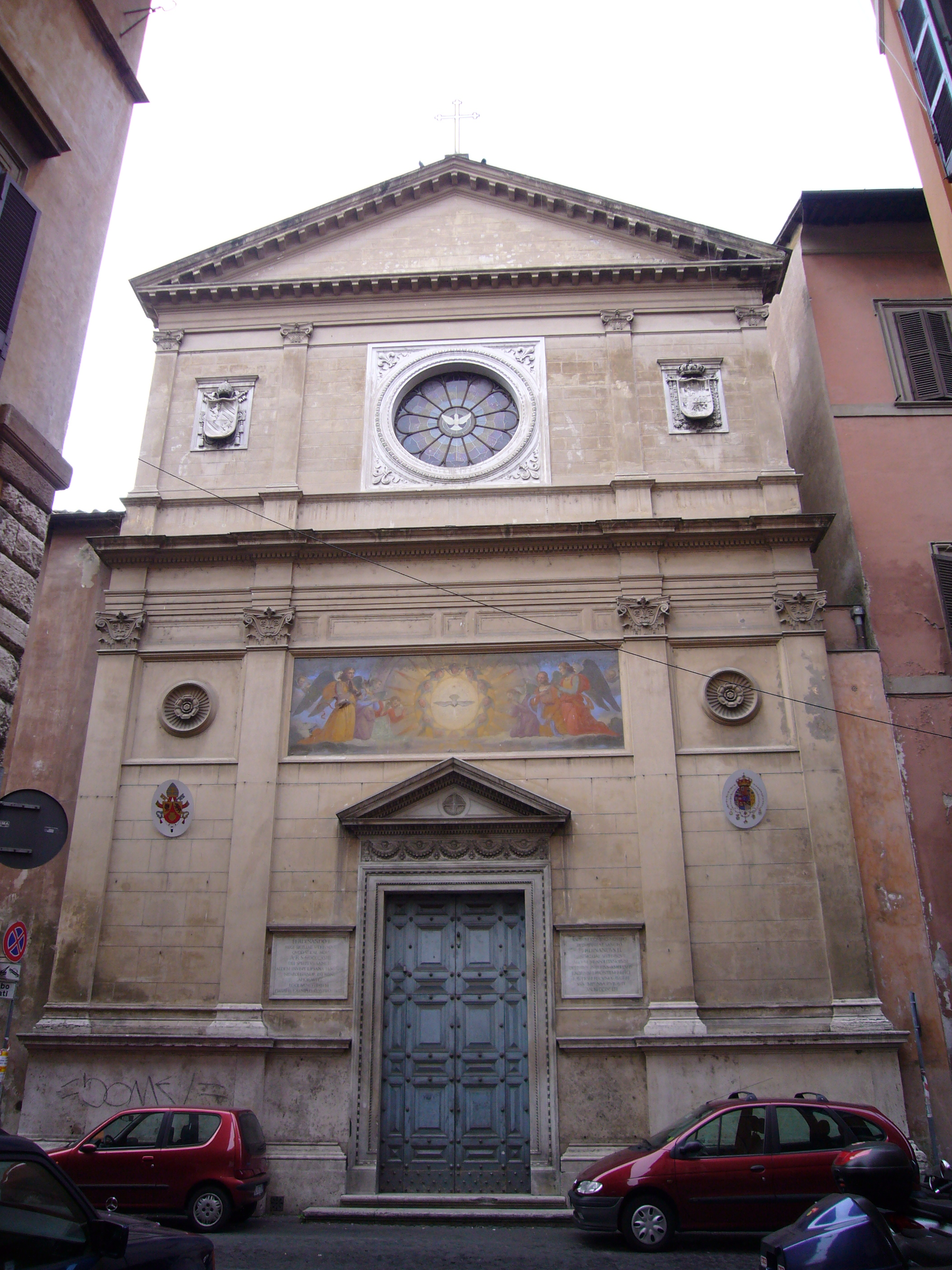
Spirito Santo dei Napoletani
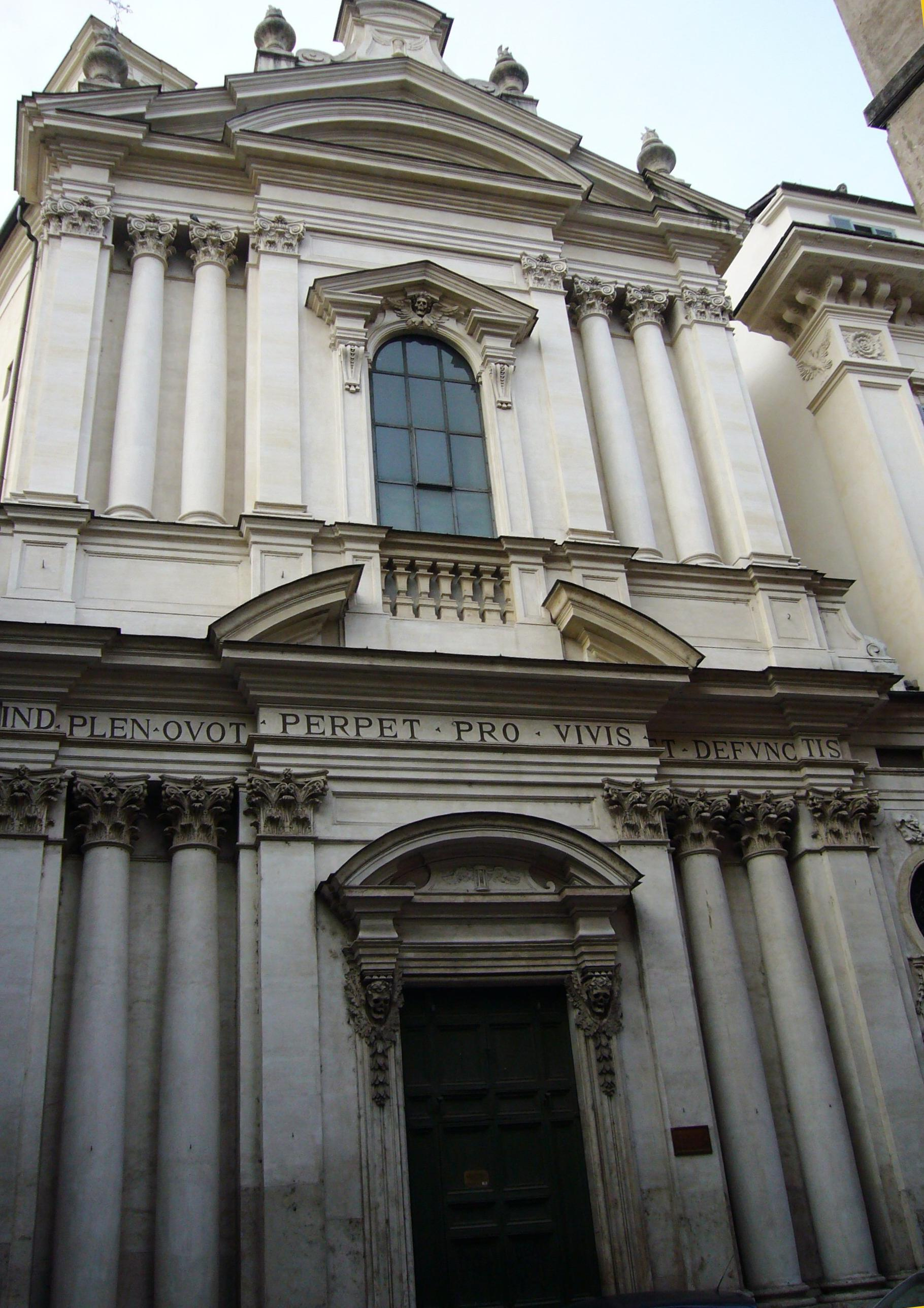
Santa Maria dell'Orazione e Morte
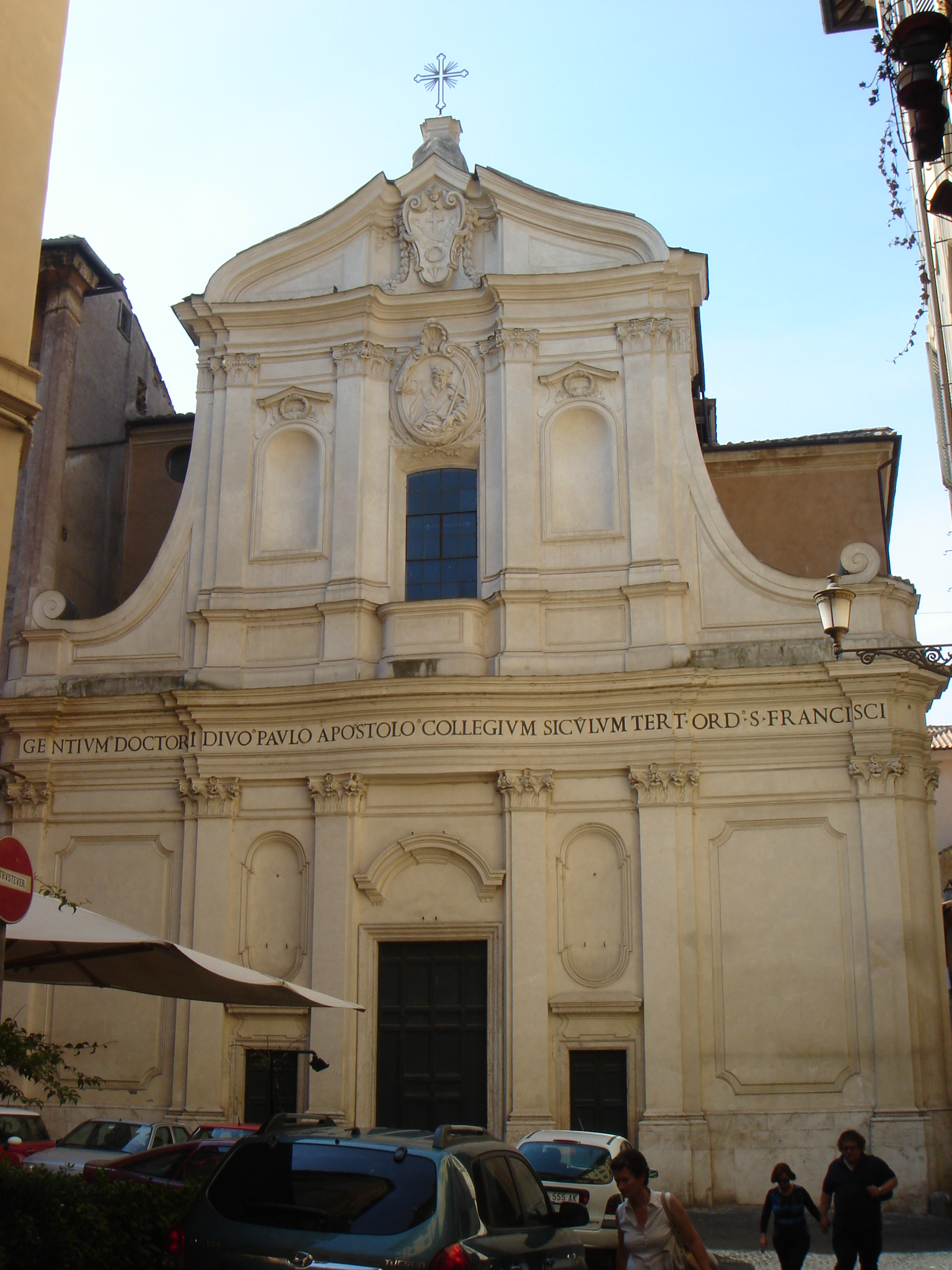
San Paolo alla Regola
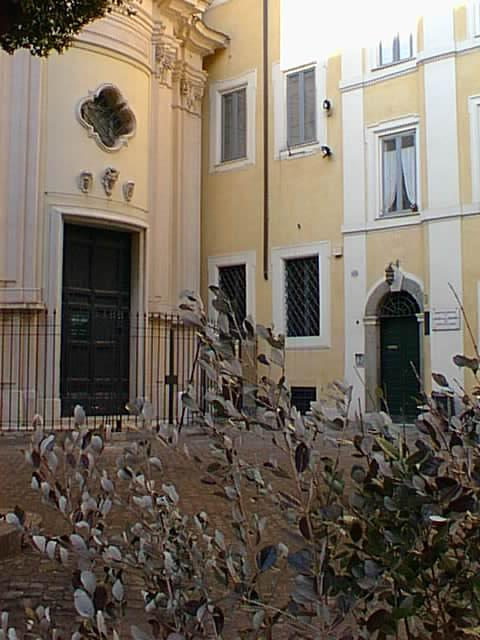
Santa Maria della Quercia
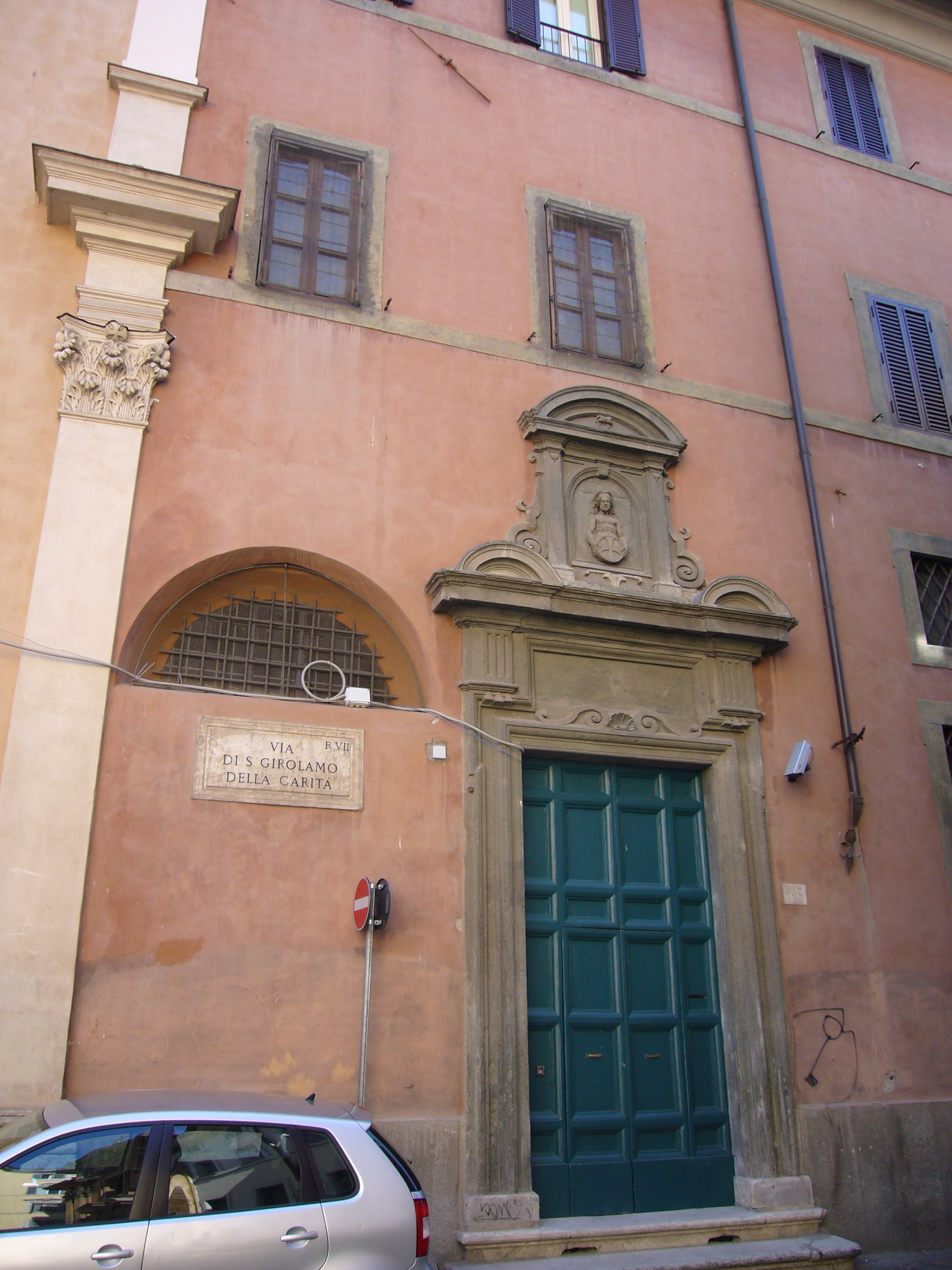
San Girolamo della Carità
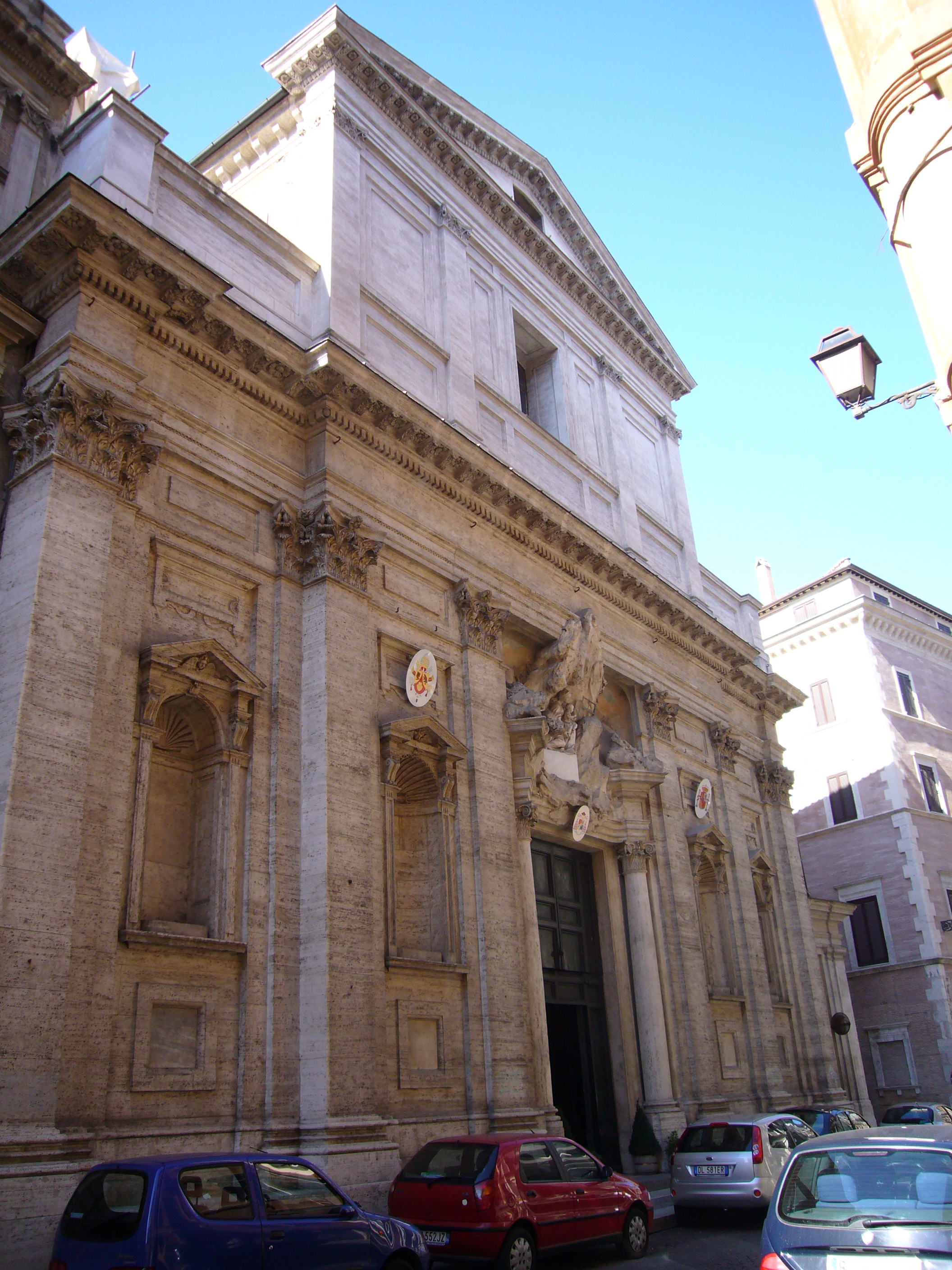
Santa Maria in Monserrato
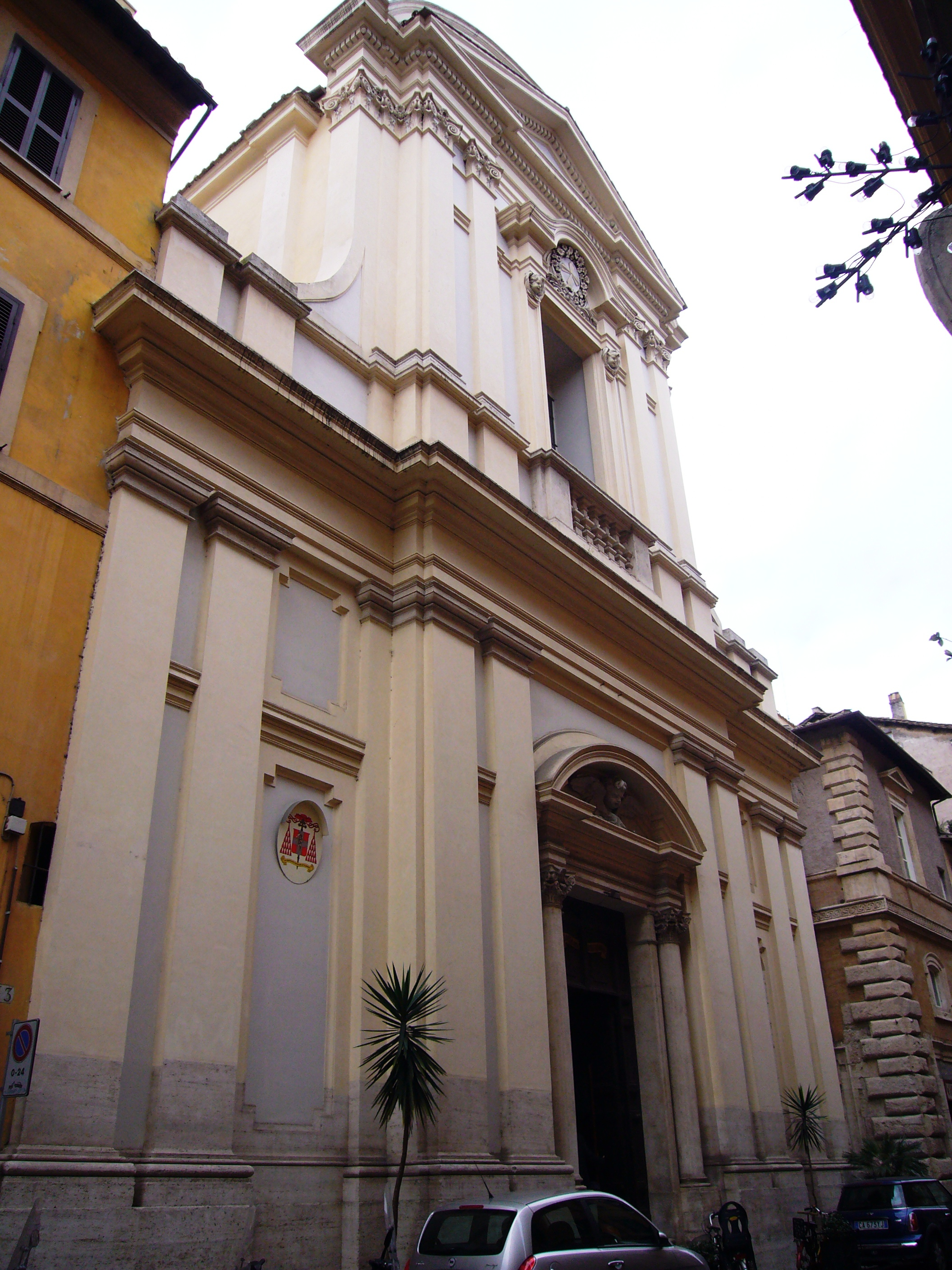
Santa Lucia del Gonfalone
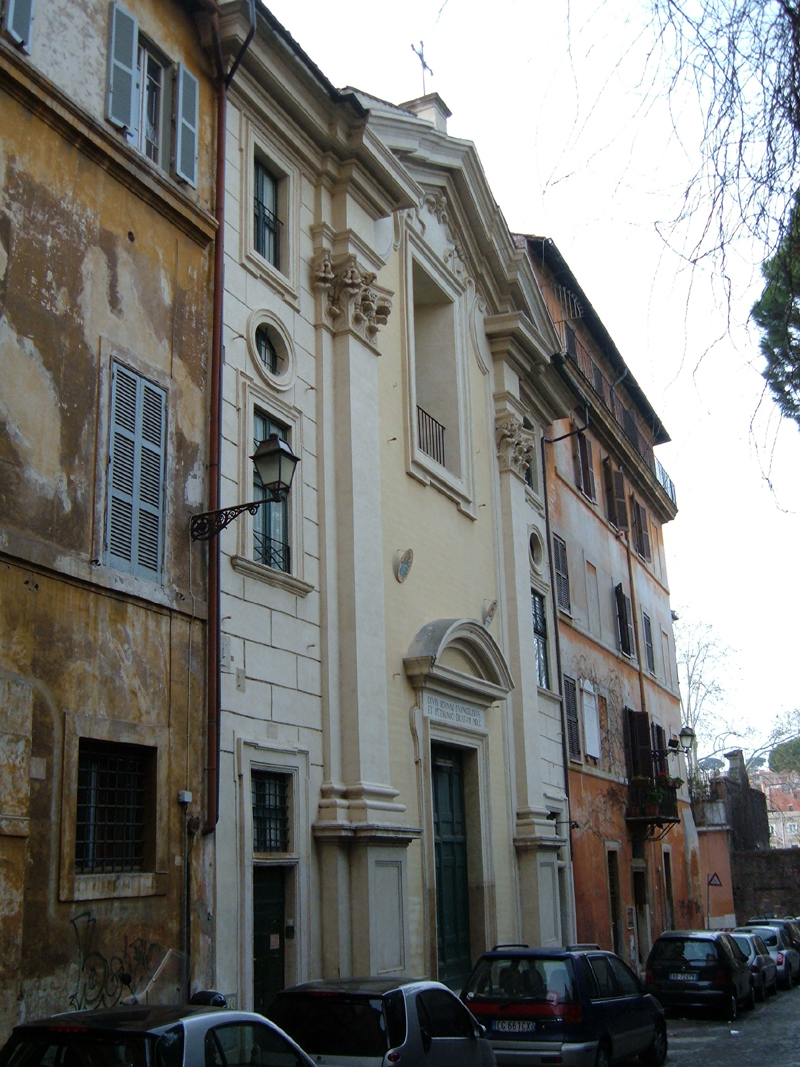
Santi Giovanni Evangelista e Petronio
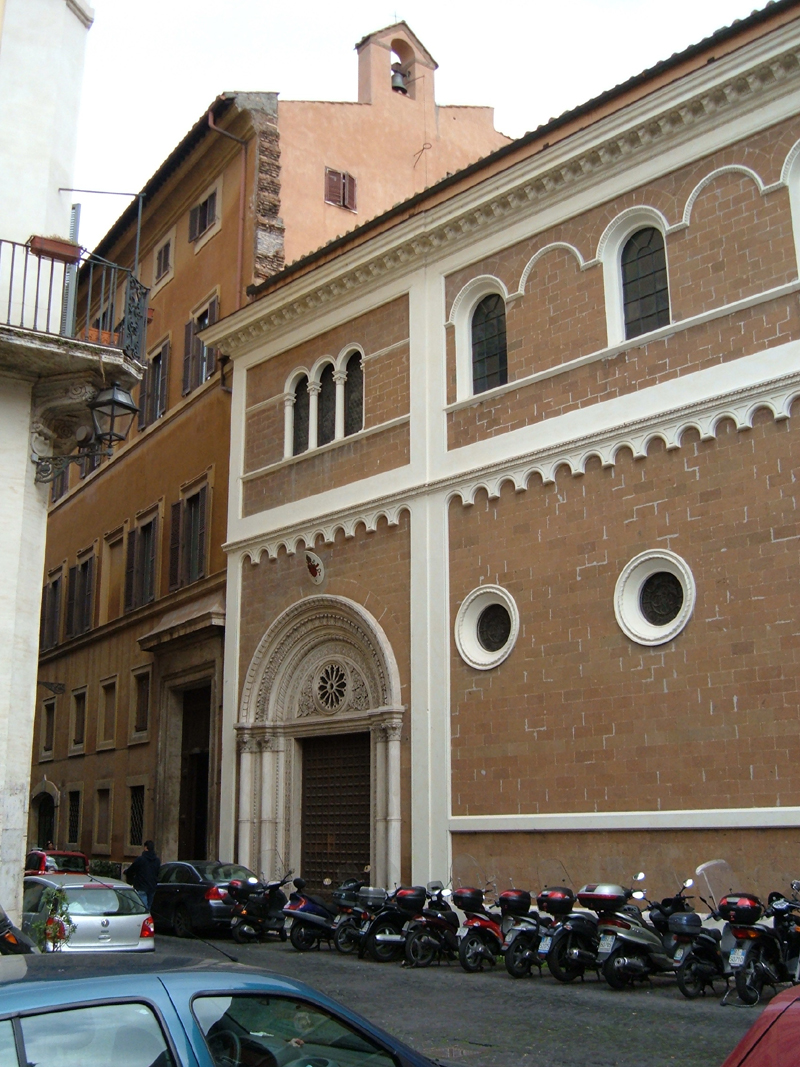
San Tommaso di Canterbury
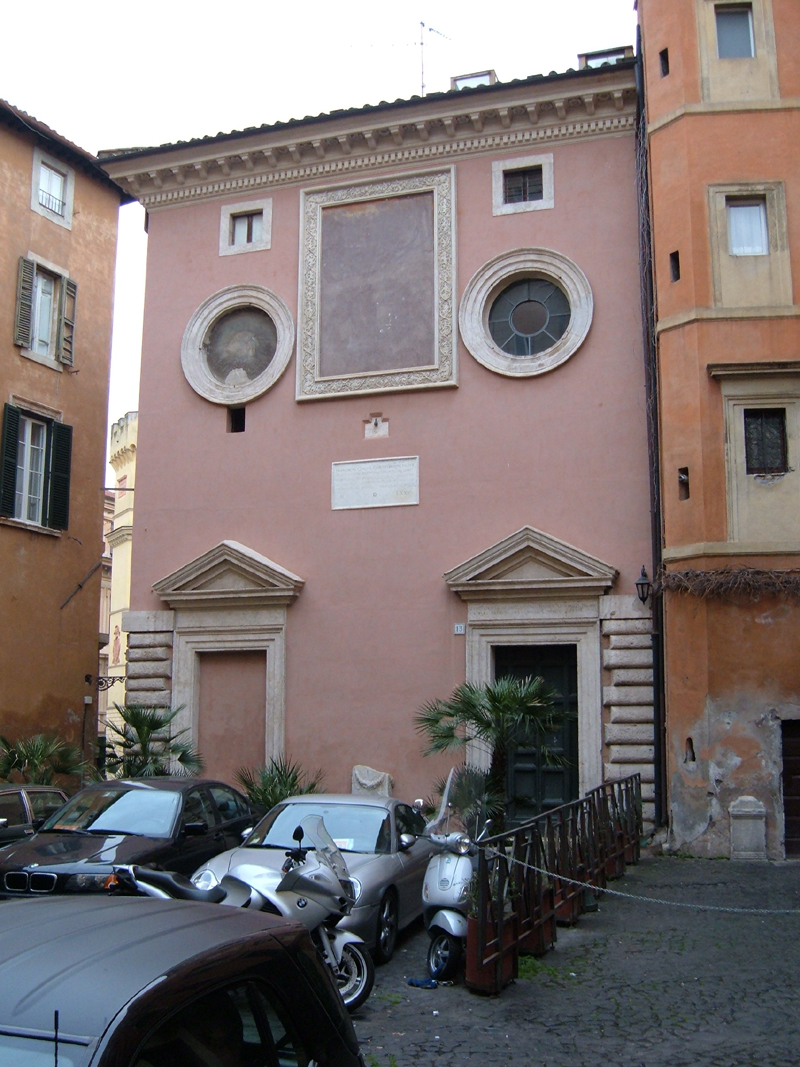
San Tommaso ai Cenci
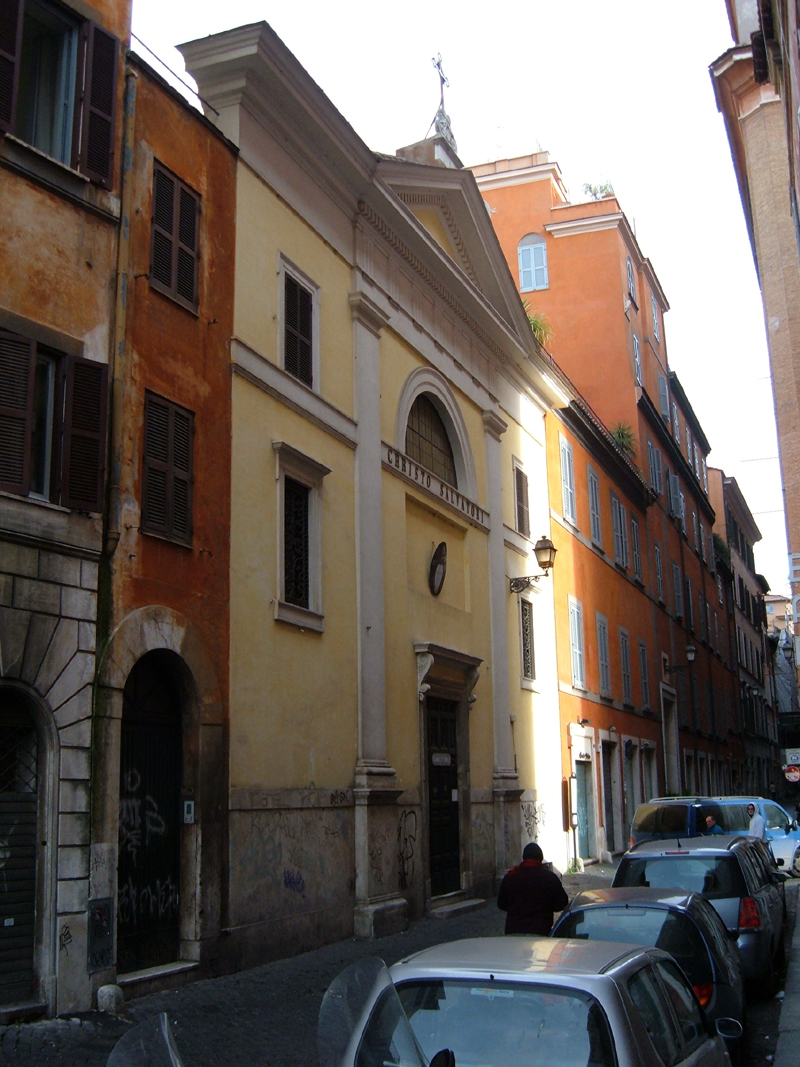
San Salvatore in Onda
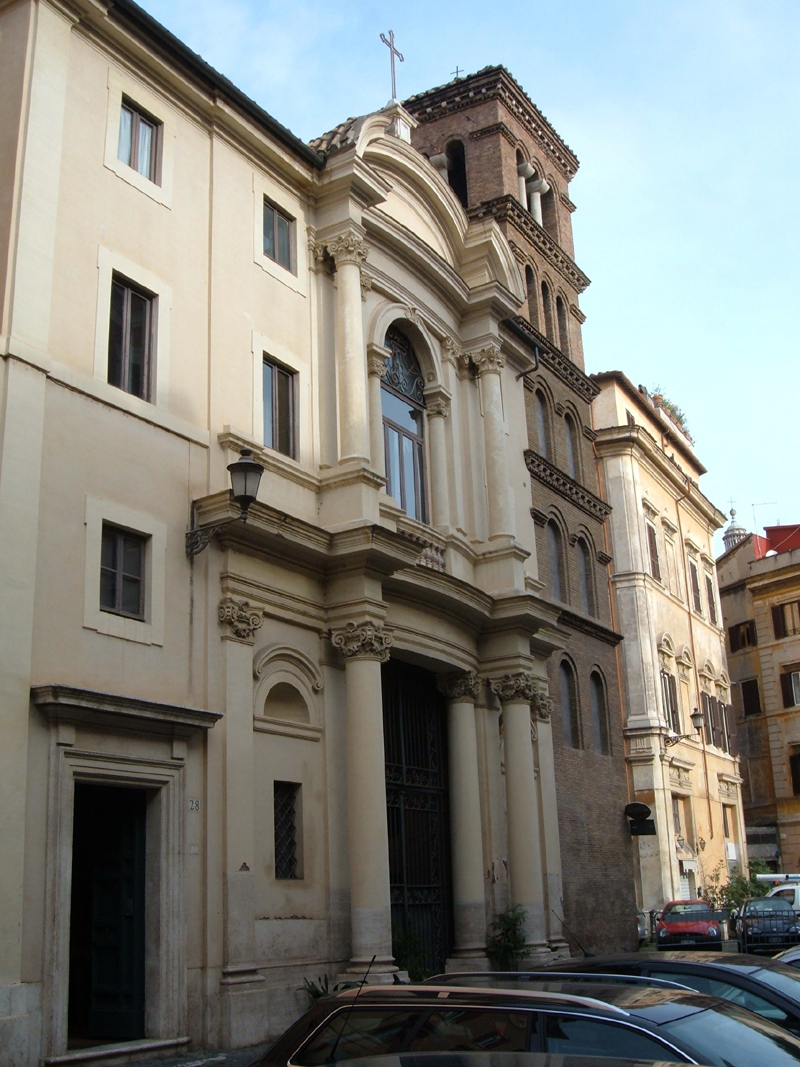
Santa Maria in Monticelli
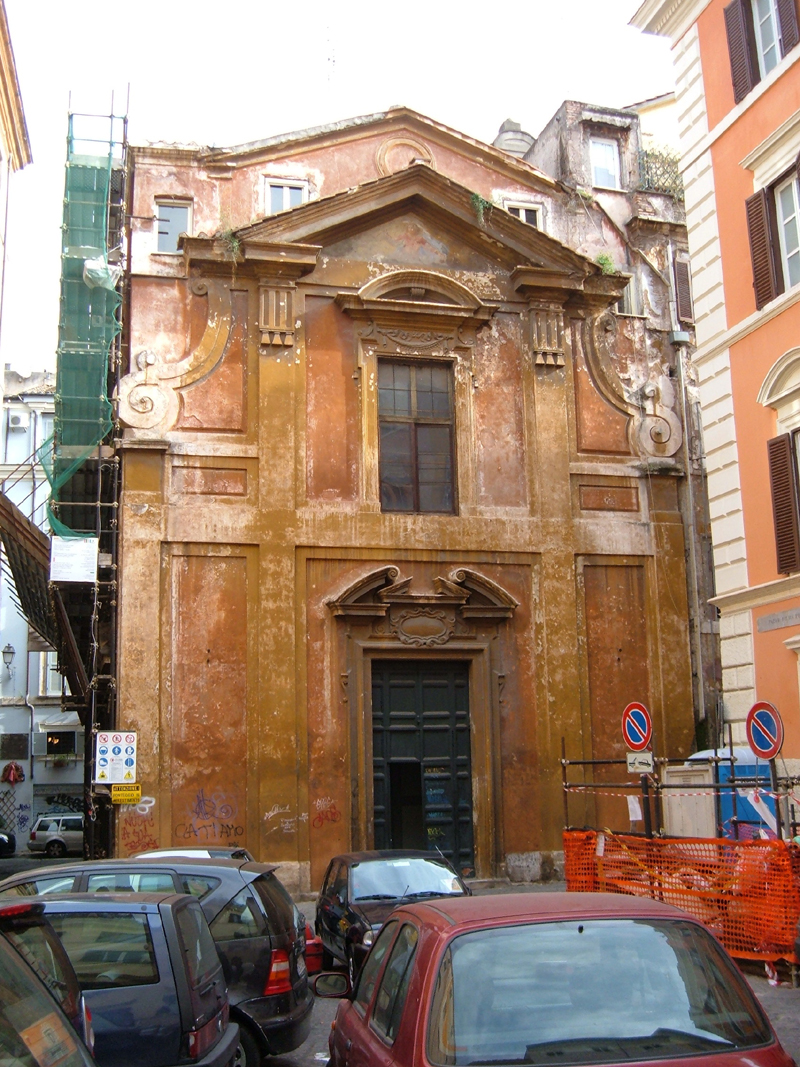
San Salvatore in Campo
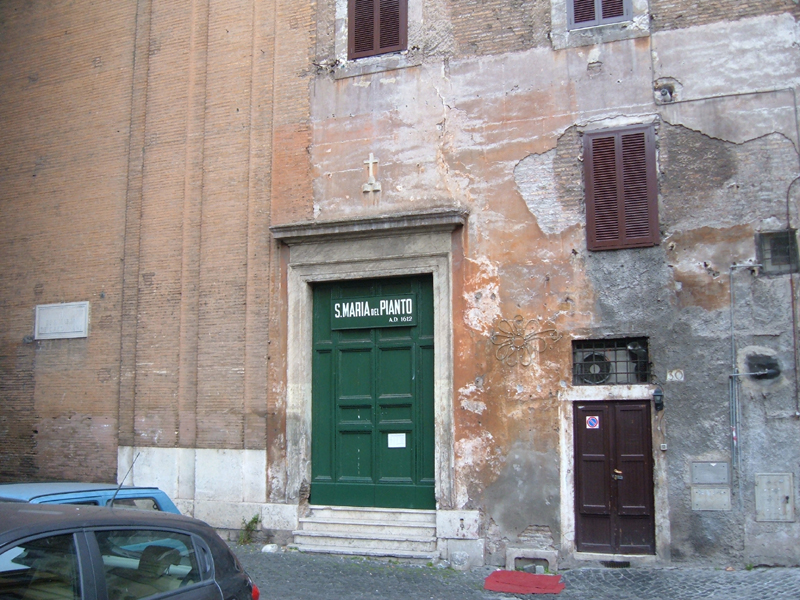
Santa Maria del Pianto
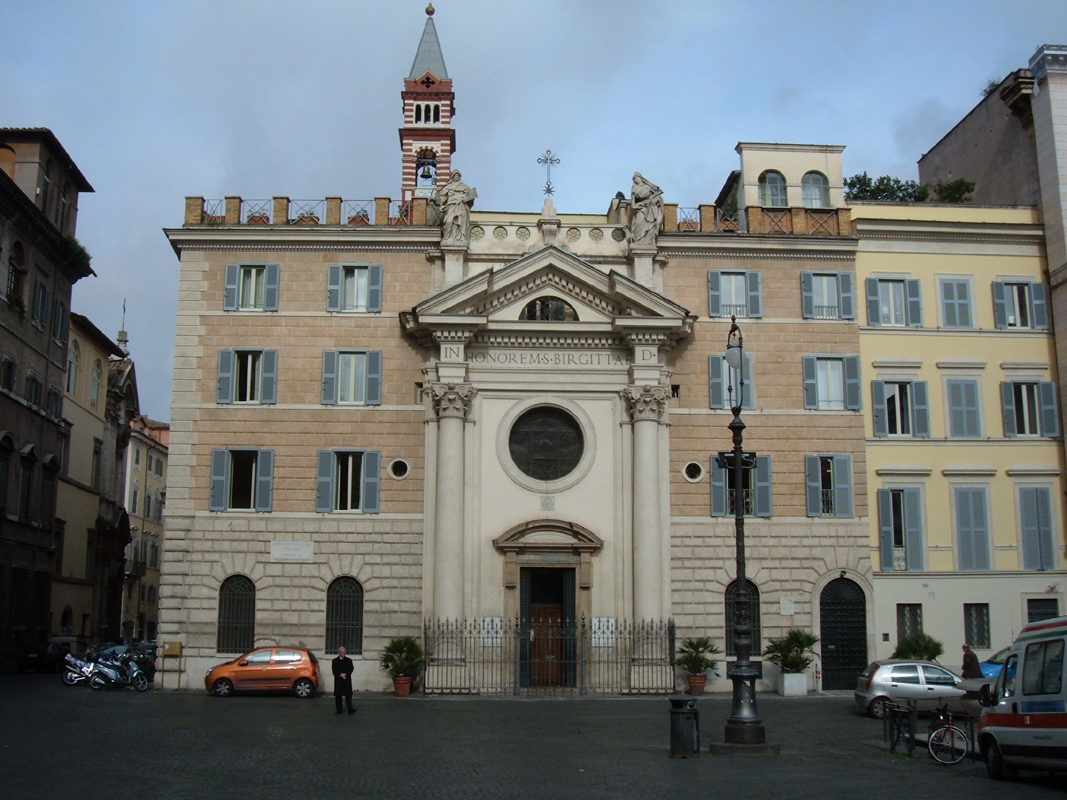
Santa Brigida
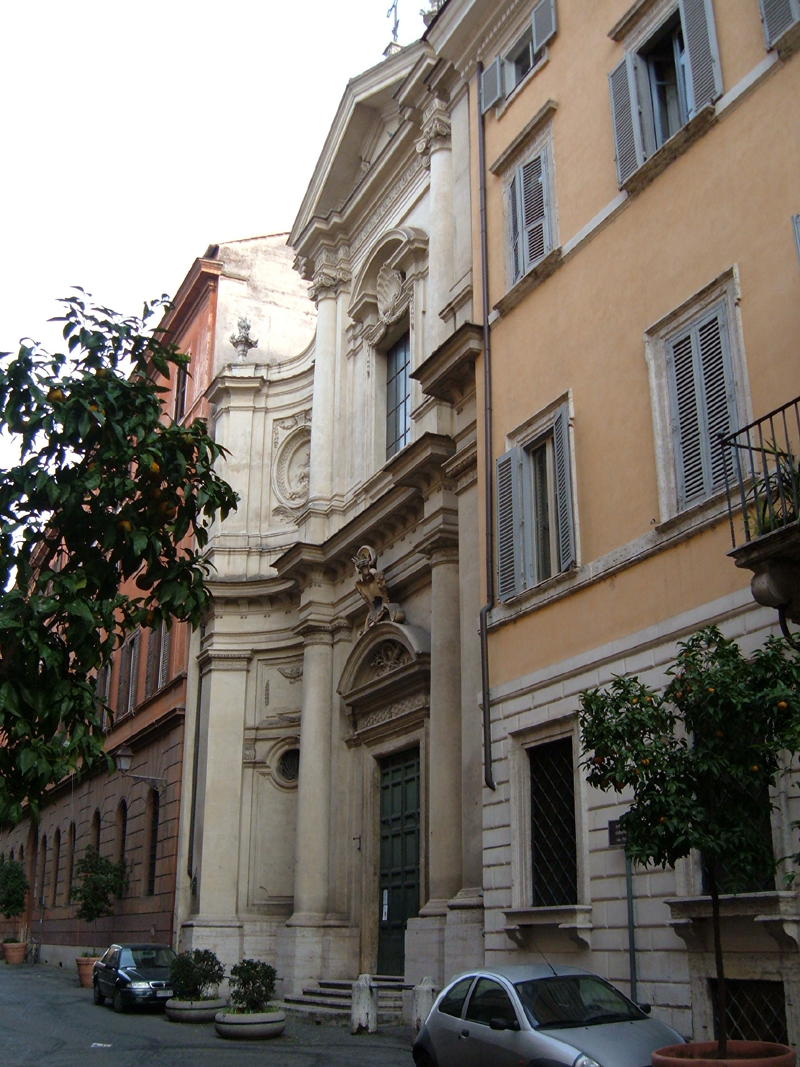
Santa Caterina da Siena
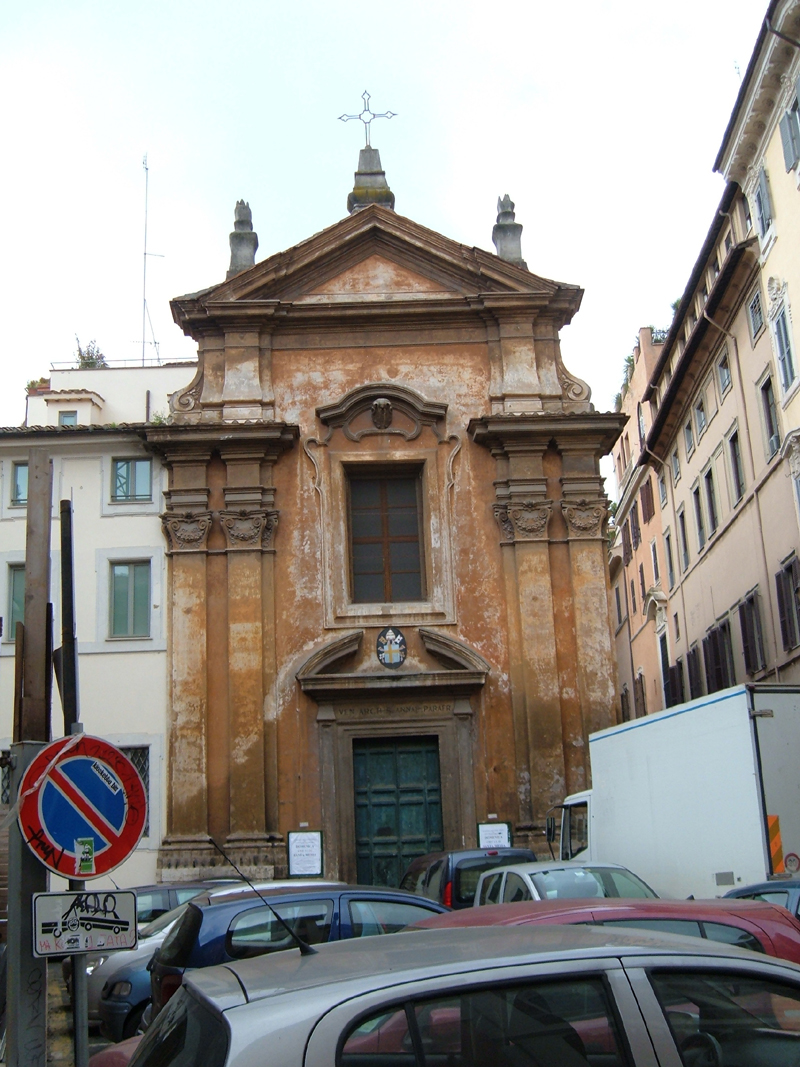
Santa Caterina della Rota